# (3732) Vávra
(3732) Vávra est un astéroïde de la ceinture principale.

## Description
(3732) Vávra est un astéroïde de la ceinture principale. Il fut découvert le 27 septembre 1984 à l'Observatoire Kleť par Zdeňka Vávrová. Il présente une orbite caractérisée par un demi-grand axe de 2,16 UA, une excentricité de 0,07 et une inclinaison de 1,6° par rapport à l'écliptique.

## Compléments